# Tatsuro Inui
Tatsuro Inui (født 30. januar 1990) er en japansk fodboldspiller.
Han har spillet for flere forskellige klubber i sin karriere, herunder JEF United Chiba og SC Sagamihara.